# Bigflo
Bigflo (кор.: 빅플로; стилизовано под BIGFLO) — южнокорейская мужская группа, образованная под руководством HO Company. Группа состоит из семи членов: Рон, Юсон, Хайтап, Сонмин, Ыйджин, Лекс и Чонкюн, а также 2 бывших члена: Чжиук и Кичон. 23 июня 2014 года группа дебютировала, выпустив свой первый мини-альбомом «First Flow».

## Карьера

### 2014: Формирование и «First Flow»
Группа была сформирована 19 июня 2014 года. На тот момент, в состав группы входило пять участников: Чонкюн, Хайтап, Рон, Юсон, Чжиук.
23 июня 2014 года группа дебютировала со своим первым EP First Flow, в который вошли песни «Delilah», «It’s You Again» и «Fly». Являвшийся в то время лидером группы  Чонкюн и участник ХайТап поделились текстами, музыкой и аранжировками для всех трех треков. Хайтап сказал, что они работали над этим около трех месяцев, и выбрали песни, которые лучше всего отражали индивидуальность и достоинства участников.

### 2015 — настоящее время: Японский тур, KCON Saitama,Delilah, новые участники
15 апреля 2015 года группа осуществила японский дебют, выпустив альбом «Delilah» (японская версия), после подписания контракта с той же японской компанией KISS Entertainment, с которой были подписаны другие группы BtoB, Girl’s Day и Secret для своих японских промоакций, группа провела концерты в Японии 18 и 26 апреля, а также осуществляла деятельность в Осаке, Нагое и Токио. 22 апреля группа выступила на KCON Saitama на Saitama Super Arena.
18 июня 2015 года они стали группой из шести человек с добавлением нового члена Кичона, певца, танцора и актера, который учился в Китае в течение нескольких лет, и свободно владеет тремя языками: китайский, японский и корейский.
13 декабря 2016 года Чжиук и Кичон объявили о своем уходе из группы. В результате, три новых участника были добавлены для предстоящего мини-альбома Bigflo «Stardom» в феврале 2017 года.

## Участники
Информация адаптирована с официального сайта WAN Entertainment

### Текущие
- Чонкюн (кор.: 정균), настоящее имя: Чон Чон Кюн (кор.: 정정균) родился 27 ноября 1987 г. (31 год).
- Рон (кор.: 론), настоящее имя: Чон Бён Хва (кор.: 천병화) родился 22 января 1991 г. (27 лет).
- Юсон (кор.: 유성), настоящее имя: Чон Ю Сон (кор.: 정유성) родился 8 октября 1992 г. (26 лет).
- ХайТап (кор.: 하이탑), настоящее имя: Лим Хён Тэ (кор.: 임현태) родился 19 марта 1994 г. (24 года).
- Лекс (кор.: 렉스) родился 12 января 1993 г. (24 года), Торонто, Канада.
- Ыйджин (кор.: 의진), настоящее имя: Ли Ый Джин (кор.: 이의진) родился 15 февраля 1990 г. (28 лет).
- Сонмин (кор.: 성민), настоящее имя: О Сон Мин (кор.: 오성민) родился 31 декабря 1990 г. (28 лет).

### Бывшие
- Чжиук (кор.: 지욱), настоящее имя: Чон Чжэ Ук (кор.: 정재욱) родился 27 января 1993 г. (26 лет).
- Кичон (кор.: 기천), настоящее имя: Хван Ки Чон (кор.: 황기천) родился 14 марта 1992 г. (27 лет).

## Дискография

### Мини-альбомы
| Название    | Детали альбома                                                                                               | Позиции в чартах      | Позиции в чартах      | Продажи               |
| Название    | Детали альбома                                                                                               | Gaon Album Chart      | Oricon Albums Chart   | Продажи               |
| Korean      | Korean | Korean                | Korean                | Korean                |
| ----------- | --- | --------------------- | --------------------- | --------------------- |
| First Flow  | - Выпущен: 23 июня 2014 г. - Лейбл: HO Company, CJ E&M Music - Формат: CD, digital download                  | 27                    | —                     | KOR: 2,155            |
| Second Flow | - Выпущен: 25 ноября 2014 г. - Лейбл: HO Company, TSN Company - Формат: CD, digital download                 | 10                    | —                     | KOR: 2,033            |
| Incant      | - Выпущен: 8 октября 2015 г. - Лейбл: HO Company, KT Music - Формат: CD, digital download                    | 16                    | —                     | KOR: 1,066            |
| Stardom     | - Выпущен: 15 февраля 2017 г. - Лейбл: Hyeyoom Entertainment, Naturally Music - Формат: CD, digital download | Будет объявлено позже | Будет объявлено позже | Будет объявлено позже |

### Синглы
| Название                          | Год       | Позиции в чартах   | Позиции в чартах     | Позиции в чартах        | Продажи   | Альбом            |
| Название                          | Год       | Gaon Digital Chart | Oricon Singles Chart | Billboard Japan Hot 100 | Продажи   | Альбом            |
| Корейский                         | Корейский | Корейский          | Корейский            | Корейский               | Корейский | Корейский         |
| --------------------------------- | --------- | ------------------ | -------------------- | ----------------------- | --------- | ----------------- |
| «Delilah»                         | 2014      | —                  | —                    | —                       |           | First Flow        |
| «Bad Mama Jama»                   | 2014      | —                  | —                    | —                       |           | Second Flow       |
| «We, Now» (우리, 이젠; Uri, Ijen) | 2015      | —                  | —                    | —                       |           | Сингл без альбома |
| «Obliviate»                       | 2015      | —                  | —                    | —                       |           | Incant            |
| «My Answer Is» (Z-UK X HighTop)   | 2015      | —                  | —                    | —                       |           | Сингл без альбома |
| Японский                          |           |                    |                      |                         |           |                   |
| «Delilah (JPN ver.)»              | 2015      | —                  | 17                   | —                       |           | Сингл без альбома |
| «1,2,3,4»                         | 2015      | —                  | 19                   | 64                      |           | Сингл без альбома |

## Фильмография

### ТВ сериалы
| Год  | Название              | Участник | Роль        | Канал                      |
| ---- | --------------------- | -------- | ----------- | -------------------------- |
| 2014 | Boarding House No. 24 | Хайтап   | Ли Бан Ин   | MBC Every1                 |
| 2015 | Real Men              | Хайтап   | Самого себя | MBC                        |
| 2016 | Audition Truck        | Хайтап   | Самого себя | Cube TV, K STAR, Comedy TV |